# Skilanglauf-Scandinavian-Cup 2004/05
Der Skilanglauf-Scandinavian-Cup 2004/05 war eine von der FIS organisierte Wettkampfserie, die zum Unterbau des Skilanglauf-Weltcups 2004/05 gehörte. Er begann am 10. Dezember 2004 im norwegischen Veldre und endete am 27. Februar 2005 im finnischen Lapinlahti.

## Männer

### Resultate
| 1. Scandinavian Cup in Veldre, 10. bis 12. Dezember 2004 | 1. Scandinavian Cup in Veldre, 10. bis 12. Dezember 2004 | 1. Scandinavian Cup in Veldre, 10. bis 12. Dezember 2004 | 1. Scandinavian Cup in Veldre, 10. bis 12. Dezember 2004 | 1. Scandinavian Cup in Veldre, 10. bis 12. Dezember 2004 |
| -------------------------------------------------------- | -------------------------------------------------------- | -------------------------------------------------------- | -------------------------------------------------------- | -------------------------------------------------------- |
| Datum                                                    | Disziplin                                                | Erster Platz                                             | Zweiter Platz                                            | Dritter Platz                                            |
| 10. Dezember 2004                                        | Sprint Freistil                                          | Petter Myhlback                                          | Jerry Ahrlin                                             | Fredrik Östberg                                          |
| 11. Dezember 2004                                        | 15 km klassisch                                          | John Anders Gaustad                                      | Stig Rune Kveen                                          | Jan Egil Andresen                                        |
| 12. Dezember 2004                                        | 15 km Freistil                                           | Remi Andersen                                            | Geir Ludvig Aasen                                        | Jan Egil Andresen                                        |

| 2. Scandinavian Cup in Sundsvall, 19. und 20. Februar 2005 | 2. Scandinavian Cup in Sundsvall, 19. und 20. Februar 2005 | 2. Scandinavian Cup in Sundsvall, 19. und 20. Februar 2005 | 2. Scandinavian Cup in Sundsvall, 19. und 20. Februar 2005 | 2. Scandinavian Cup in Sundsvall, 19. und 20. Februar 2005 |
| ---------------------------------------------------------- | ---------------------------------------------------------- | ---------------------------------------------------------- | ---------------------------------------------------------- | ---------------------------------------------------------- |
| Datum                                                      | Disziplin                                                  | Erster Platz                                               | Zweiter Platz                                              | Dritter Platz                                              |
| 19. Februar 2005                                           | 10 km klassisch                                            | Brynjar Skjærli                                            | Kristian Horntvedt                                         | Ville Nousiainen                                           |
| 20. Februar 2005                                           | 30 km Verfolgung                                           | John Anders Gaustad                                        | Fredrik Persson                                            | Tord Asle Gjerdalen                                        |

| 3. Scandinavian Cup in Lapinlahti, 26. und 27. Februar 2005 | 3. Scandinavian Cup in Lapinlahti, 26. und 27. Februar 2005 | 3. Scandinavian Cup in Lapinlahti, 26. und 27. Februar 2005 | 3. Scandinavian Cup in Lapinlahti, 26. und 27. Februar 2005 | 3. Scandinavian Cup in Lapinlahti, 26. und 27. Februar 2005 |
| ----------------------------------------------------------- | ----------------------------------------------------------- | ----------------------------------------------------------- | ----------------------------------------------------------- | ----------------------------------------------------------- |
| Datum                                                       | Disziplin                                                   | Erster Platz                                                | Zweiter Platz                                               | Dritter Platz                                               |
| 26. Februar 2005                                            | Sprint Freistil                                             | Fredrik Byström                                             | Børre Næss                                                  | Arve Skåren                                                 |
| 27. Februar 2005                                            | 15 km Freistil                                              | John Anders Gaustad                                         | Petter Northug                                              | Ville Nousiainen                                            |

### Gesamtwertung Männer
| Rang | Name                    | Punkte |
| ---- | ----------------------- | ------ |
| 1    | John Anders Gaustad     | 381    |
| 2    | Stig Rune Kveen         | 258    |
| 3    | Remi Andersen           | 232    |
| 4    | Kristian Horntvedt      | 210    |
| 5    | Ville Nousiainen        | 198    |
| 6    | Tord Asle Gjerdalen     | 195    |
| 7    | Brynjar Skjærli         | 191    |
| 8    | Fredrik Byström         | 149    |
| 9    | Jan Egil Andresen       | 120    |
| 10   | Geir Ludvig Aasen Ouren | 116    |
| 11   | Gustaf Berglund         | 106    |
| 12.  | Martin Johnsrud Sundby  | 103    |
| 13.  | Petter Myhlback         | 100    |
| 14.  | Petter Northug          | 98     |
| 15.  | Fredrik Persson         | 95     |
| 16.  | Børre Næss              | 93     |
| 17.  | Jerry Ahrlin            | 90     |
| 18.  | Fredrik Uusitalo        | 87     |
| 19.  | Øystein Pettersen       | 80     |
| 20.  | Daniel Rickardsson      | 78     |
| 21.  | Arve Skåren             | 75     |
| 22.  | Simen Østensen          | 73     |
| 23.  | Krister Trondsen        | 67     |
| 24.  | Håvard Solbakken        | 66     |
| 25.  | Mats Larsson            | 62     |
| 26.  | Fredrik Östberg         | 60     |
| 27.  | Jirka Ilomäki           | 59     |
| 28.  | Johan Kjølstad          | 56     |
| 29.  | Ola Vigen Hattestad     | 50     |
| 29.  | Kusti Kittilä           | 50     |
| 31.  | Alexander Schwarz       | 45     |
| 32.  | David Flinkfeldt        | 44     |
| 33.  | Veli Pekka Kurunmäki    | 41     |
| 34.  | Rikard Hägglund         | 40     |
| 34.  | Juha Morko              | 40     |
| 36.  | Mikko Maaninka          | 38     |
| 37.  | Arnstein Finstad        | 36     |
| 37.  | Chris Jespersen         | 36     |
| 37.  | Aki Kinnunen            | 36     |

| Rang | Name                    | Punkte |
| ---- | ----------------------- | ------ |
| 40.  | Tobias Långberg         | 45     |
| 40.  | Svein Tore Sinnes       | 35     |
| 42.  | Jari Joutsen            | 32     |
| 42.  | Martin Larsson          | 32     |
| 44.  | Rune Muller             | 31     |
| 45.  | Øystein Solbjørg        | 30     |
| 46.  | Marko Kinnunen          | 29     |
| 46.  | Jari Poikela            | 29     |
| 48.  | Mikko Yli-Kojola        | 26     |
| 49.  | Erik Øvsthus Bakkejord  | 25     |
| 49.  | Roger Aa Djupvik        | 25     |
| 51.  | Anders Eide             | 24     |
| 51.  | Arne Mortensen          | 24     |
| 51.  | Jukka Pekkala           | 24     |
| 51.  | Sam Sundberg            | 24     |
| 51.  | Asgeir Mandelid Årdal   | 24     |
| 56.  | Magnus Jonsson          | 23     |
| 57.  | John Kristian Dahl      | 22     |
| 57.  | Mikko Hyvärinen         | 22     |
| 59.  | Peeter Kümmel           | 21     |
| 60.  | Jørgen Aukland          | 20     |
| 60.  | Ola Berger              | 20     |
| 60.  | Johan Enlund            | 20     |
| 60.  | Tomi Oittinen           | 20     |
| 60.  | Audun Domaas Pedersen   | 20     |
| 60.  | Kjetil Juul Pedersen    | 20     |
| 66.  | Rikard Andreasson       | 18     |
| 66.  | Risto Ikonen            | 18     |
| 68.  | Øyvind Sandbakk         | 17     |
| 69.  | Hannu Hovila            | 16     |
| 70.  | Kalle Gräfnings         | 15     |
| 70.  | Mikko Maaranen          | 15     |
| 70.  | Jukka-Pekka Mäntylä     | 15     |
| 73.  | Kristian Sveaas Skrødal | 14     |
| 74.  | John Bjørgård           | 13     |
| 74.  | Niklas Karlsson         | 13     |
| 74.  | Audun Laugaland         | 13     |
| 77.  | Pål Bredesen            | 11     |
| 77.  | Espen Emanuelsen        | 11     |

| Rang | Name                  | Punkte |
| ---- | --------------------- | ------ |
| 77.  | Johan Henriksson      | 11     |
| 77.  | Stein Vidar Thun      | 11     |
| 81.  | Robert Eskelund       | 10     |
| 81.  | Ronny Jakobsen        | 10     |
| 81.  | Jonas Austmo Kolstad  | 10     |
| 81.  | Håkan Löfström        | 10     |
| 85.  | Jari Kalliokoski      | 9      |
| 85.  | Priit Talves          | 9      |
| 87.  | Mikko Auvinen         | 8      |
| 87.  | Martin Møller         | 8      |
| 87.  | Daniel Schwarz        | 8      |
| 87.  | Tommy Åsen            | 8      |
| 91.  | Øystein Andersen      | 7      |
| 91.  | Morten Eilifsen       | 7      |
| 91.  | Arttu Hänninen        | 7      |
| 91.  | Andreas Svanebo       | 7      |
| 91.  | Peder Kjärnli         | 7      |
| 96.  | Lars Nelson           | 6      |
| 96.  | Thomas Ramstedt       | 6      |
| 96.  | Jesse Väänänen        | 6      |
| 99.  | Joonas Ojasalo        | 5      |
| 99.  | Joni Seppä            | 5      |
| 99.  | Vahur Teppan          | 5      |
| 102. | Andre Haugsbø         | 4      |
| 102. | Mikael Ojala          | 4      |
| 102. | Eivind Gjørven Opsahl | 4      |
| 102. | Timo Simonlatser      | 4      |
| 106. | Reima Idström         | 3      |
| 106. | Arne Post             | 3      |
| 106. | Madis Vaikmaa         | 3      |
| 106. | Peter Östman          | 3      |
| 110. | Henning Dybendahl     | 2      |
| 110. | Lars Høgnes           | 2      |
| 110. | Mikko Rinta           | 2      |
| 110. | Anders Svanebo        | 2      |
| 114. | Gunnar Hammarberg     | 1      |
| 114. | Esko Sirparanta       | 1      |

## Frauen

### Resultate
| 1. Scandinavian Cup in Veldre, 10. bis 12. Dezember 2004 | 1. Scandinavian Cup in Veldre, 10. bis 12. Dezember 2004 | 1. Scandinavian Cup in Veldre, 10. bis 12. Dezember 2004 | 1. Scandinavian Cup in Veldre, 10. bis 12. Dezember 2004 | 1. Scandinavian Cup in Veldre, 10. bis 12. Dezember 2004 |
| -------------------------------------------------------- | -------------------------------------------------------- | -------------------------------------------------------- | -------------------------------------------------------- | -------------------------------------------------------- |
| Datum                                                    | Disziplin                                                | Erster Platz                                             | Zweiter Platz                                            | Dritter Platz                                            |
| 10. Dezember 2004                                        | Sprint Freistil                                          | Annmari Viljanmaa                                        | Anna Ellfors                                             | Guro Strøm Solli                                         |
| 11. Dezember 2004                                        | 10 km klassisch                                          | Annmari Viljanmaa                                        | Marte Elden                                              | Katja Ruotsalainen Hiipakka                              |
| 12. Dezember 2004                                        | 10 km Freistil                                           | Anita Olsen Katnosa                                      | Heli Peltonen                                            | Maria Rydqvist                                           |

| 2. Scandinavian Cup in Sundsvall, 19. und 20. Februar 2005 | 2. Scandinavian Cup in Sundsvall, 19. und 20. Februar 2005 | 2. Scandinavian Cup in Sundsvall, 19. und 20. Februar 2005 | 2. Scandinavian Cup in Sundsvall, 19. und 20. Februar 2005 | 2. Scandinavian Cup in Sundsvall, 19. und 20. Februar 2005 |
| ---------------------------------------------------------- | ---------------------------------------------------------- | ---------------------------------------------------------- | ---------------------------------------------------------- | ---------------------------------------------------------- |
| Datum                                                      | Disziplin                                                  | Erster Platz                                               | Zweiter Platz                                              | Dritter Platz                                              |
| 19. Februar 2005                                           | 5 km klassisch                                             | Marjo Korander                                             | Ann-Eli Tafjord                                            | Anna-Karin Strömstedt                                      |
| 20. Februar 2005                                           | 15 km Verfolgung                                           | Ann-Eli Tafjord                                            | Ine Wigernæs                                               | Anna-Karin Strömstedt                                      |

| 3. Scandinavian Cup in Lapinlahti, 26. und 27. Februar 2005 | 3. Scandinavian Cup in Lapinlahti, 26. und 27. Februar 2005 | 3. Scandinavian Cup in Lapinlahti, 26. und 27. Februar 2005 | 3. Scandinavian Cup in Lapinlahti, 26. und 27. Februar 2005 | 3. Scandinavian Cup in Lapinlahti, 26. und 27. Februar 2005 |
| ----------------------------------------------------------- | ----------------------------------------------------------- | ----------------------------------------------------------- | ----------------------------------------------------------- | ----------------------------------------------------------- |
| Datum                                                       | Disziplin                                                   | Erster Platz                                                | Zweiter Platz                                               | Dritter Platz                                               |
| 26. Februar 2005                                            | Sprint Freistil                                             | Minna Apajalahti                                            | Kirsi Perälä                                                | Sofia Domeij                                                |
| 27. Februar 2005                                            | 10 km Freistil                                              | Ann-Eli Tafjord                                             | Ine Wigernæs                                                | Marjo Korander                                              |

### Gesamtwertung
| Rang | Name                  | Punkte |
| ---- | --------------------- | ------ |
| 1    | Ine Wigernæs          | 396    |
| 2    | Ann-Eli Tafjord       | 318    |
| 3    | Marjo Korander        | 306    |
| 4    | Heli Peltonen         | 246    |
| 5    | Annmari Viljanmaa     | 200    |
| 6    | Sofia Domeij          | 170    |
| 6    | Anna-Karin Strömstedt | 170    |
| 8    | Anita Olsen Katnosa   | 147    |
| 9    | Sigrid Aas            | 143    |
| 10   | Ingvild Aas           | 125    |

| Rang | Name                        | Punkte |
| ---- | --------------------------- | ------ |
| 11   | Anna Elffors                | 124    |
| 12.  | Katja Ruotsalainen Hiipakka | 116    |
| 13.  | Minna Apajalahti            | 111    |
| 14.  | Pirjo Porvari               | 109    |
| 15.  | Maria Rydqvist              | 105    |
| 16.  | Sara Svendsen               | 100    |
| 17.  | Mariana Handler             | 92     |
| 18.  | Julia Limby                 | 91     |
| 19.  | Kirsti Peräla               | 80     |
| 20.  | Kati Venäläinen             | 76     |

| Rang | Name                       | Punkte |
| ---- | -------------------------- | ------ |
| 21.  | Kaisa Varis                | 70     |
| 22.  | Britta Norgren             | 69     |
| 23.  | Merethe Braathen           | 67     |
| 24.  | Milla Saari                | 66     |
| 25.  | Betty Ann Bjerkreim Nilsen | 63     |
| 26.  | Ulrica Persson             | 61     |
| 26.  | Ellen Sandbakken           | 61     |
| 28.  | Hanne Pettersen            | 60     |
| 28.  | Guro Strøm Solli           | 60     |
| 30.  | Mirva Rintala              | 54     |